# Aichi D1A
El Aichi D1A o Bombardero Embarcado de la Armada Tipo 94/96 (Nombre clave Aliado "Susie") fue un bombardero en picado embarcado japonés de la década de 1930. Era un biplano biplaza monomotor basado en el Heinkel He 50 (que fue entregado a Japón en la versión de exportación Heinkel He 66), producido por Aichi para la Armada Imperial Japonesa y estando en servicio como avión de entrenamiento al momento del ataque a Pearl Harbor. El Aichi D1A fue producido en dos variantes, el Aichi D1A1 (Bombardero Embarcado de la Armada Tipo 94) y el Aichi D1A2 (Bombardero Embarcado de la Armada Tipo 96, a veces mencionado como Aichi D2A.) 

## Diseño y desarrollo
El Aichi D1A surgió de la necesidad de la Armada Imperial Japonesa de un bombardero en picado embarcado avanzado, por lo que a fines de 1934 ordenó que se termine el diseño del Aichi AB-9, que fue producido como el primer modelo del Aichi D1A1. Sin embargo, el Aichi D1A1 no fue diseñado por la compañía aeronáutica Aichi Tokei Denki Kabushiki Kaisha, sino por la firma Ernst Heinkel Flugzeugwerke bajo pedido de la compañía Aichi. La versión inicial diseñada por Heinkel fue el Heinkel He 50, un modelo similar equipado con flotadores en lugar del tren de aterrizaje. El siguiente modelo, el Heinkel He 66, fue proveído a la Aichi, que de inmediato empezó a producirlo como el Aichi D1A1.
El diseño del Aichi D1A, basado en el Heinkel He 66 (modelo de exportación del Heinkel He 50), fue diseñado como un biplano de estructura metálica con revestimiento de tela, con tren de aterrizaje fijo y un patín de cola convencional. Los modelos originales tenían motores de 490 HP y solo los modelos posteriores fueron equipados con potentes motores de 580 HP.

## Historial operativo

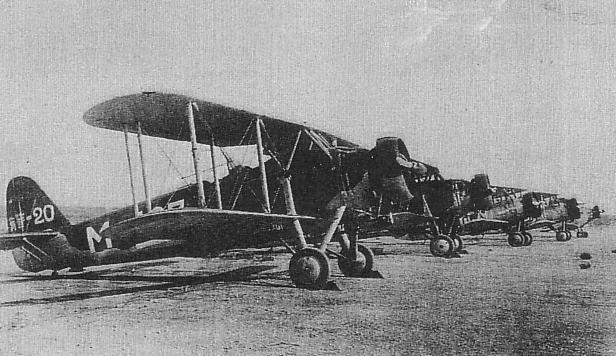
Avión de la Guardia Costera de Manchukuo Aichi D1A.

El Aichi D1A fue principalmente empleado en la segunda guerra sino-japonesa y hasta que Japón entró a la Segunda Guerra Mundial en 1941. Al inicio de la guerra del Pacífico, todos los Aichi D1A1 restantes fueron retirados de servicio y la mayoría de los Aichi D1A2 fueron retirados de la primera línea, sirviendo principalmente en unidades de entrenamiento. La excepción fueron 68 Aichi D1A2, que operaron como una unidad de apoyo de segunda línea hasta su retiro en 1942.

## Variantes
Aichi D1A1 Tipo 94
Propulsado por motores radiales Nakajima Kotobuki 2 Kai 1 o Kotobuki 3 de 580 HP; 162 unidades construidas.
Aichi D1A2 Tipo 96 (a veces mencionado como Aichi D2A)
Versión mejorada equipada con ruedas cubiertas y un motor Nakajima Hikari 1 más potente; 428 unidades construidas.
AB-11
Propuesta de desarrollo con tren de aterrizaje retráctil. No se llegó a construir.

## Usuarios
Japón
- Servicio Aéreo de la Armada Imperial Japonesa

## Especificaciones (Aichi D1A2)
Referencia datos: 

### Características generales
- Tripulación: 2 piloto y operador de radio/artillero de cola
- Longitud: 9,30 m
- Envergadura: 11,4 m
- Altura: 3,41 m
- Superficie alar: 34,7 m²[5]
- Peso vacío: 1.516 kg
- Peso cargado: 2500 kg[5]
- Peso máximo al despegue: 2.610 kg[5]
- Planta motriz: 1× Nakajima Hikari 1, radial de 9 cilindros.
  - Potencia: 730 HP 545 kW

### Rendimiento
- Velocidad máxima operativa (Vno): 309 km/h
- Alcance: 927 km
- Techo de vuelo: 6.980 m
- Régimen de ascenso: 6,37 m/s
- Carga alar: 72 kg/m²
- Potencia/peso: 0,22 kW/kg

### Armamento
- Armas de proyectiles:

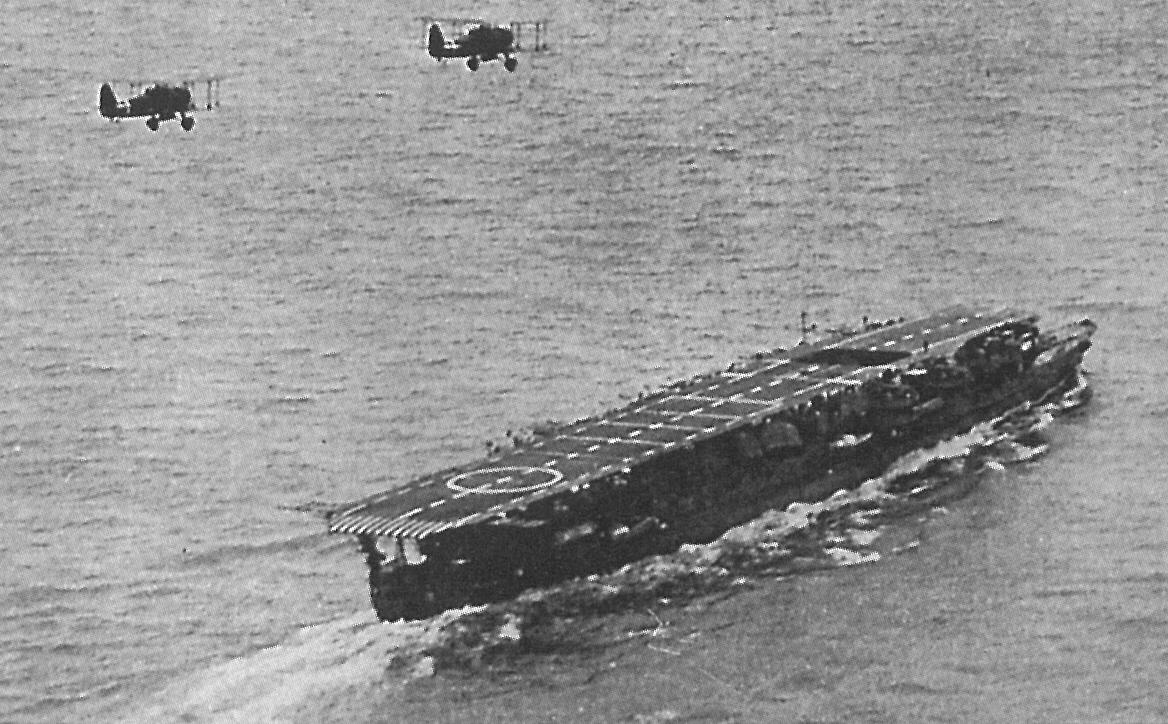
Dos Aichi D1A2 sobrevolando el portaaviones Ryūjō en operaciones durante la segunda guerra sino-japonesa.

- 2 x ametralladoras fijas Tipo 97 de 7,70 mm
- 1 x ametralladora Tipo 92 de 7,70 mm sobre afuste flexible

- Bombas: 1 bomba de 250 kg bajo el fuselaje[5] y 2 bombas de 30 kg bajo las alas

### Aeronaves similares
- Heinkel He 50
- Heinkel He 66

### Secuencias de designación
- Designaciones de la Armada Imperial Japonesa: D1A · D2A · D3A · D4Y · D5Y

### Listas relacionadas
- Anexo:Lista de biplanos